# Tarvita
Tarvita es una localidad y municipio de Bolivia, ubicado en la provincia de Azurduy en el departamento de Chuquisaca.

## Geografía
El municipio limita con el Altiplano por el oeste y con las tierras bajas por el este, al norte se extienden valles. Geográficamente, el municipio de Tarvita cuenta con llanuras y pisos ecológicos de puna, serranía y valles.
El clima de la región se destaca por el gran rango de temperaturas, entre el día y la noche. La temperatura media anual es de 14 °C, los valores mensuales varían entre los 10 °C en junio / julio y 16 °C en diciembre / enero. La precipitación anual apenas alcanza 550 mm, durante la estación seca (mayo a agosto) los valores mensuales son inferiores a 10 mm, las mayores precipitaciones corresponden a los meses de diciembre a febrero con 100 a 110 mm mensuales  de lluvia. El clima de Tarvita es  templado con invierno seco (Cwb), de acuerdo con la clasificación climática de Köppen.

Climograma de Azurduy, cerca de Tarvita. Fuente: GeoKLIMA

## Ubicación
El municipio se encuentra en la parte norte de la provincia de Azurduy. Limita al sur y suroeste con el municipio de Azurduy, al este con el municipio de El Villar, al noreste con el municipio de Sopachuy, estos dos en la provincia de Tomina, al noroeste con el municipio de Icla en la provincia de Zudáñez, al oeste con el municipio de Ckochas en el departamento de Potosí y el municipio de San Lucas en la provincia de Nor Cinti.
El municipio comprende 140 poblados, siendo el principal poblado Tarvita con 960 habitantes (2012) en la parte sureste de la provincia.

## Demografía
De acuerdo con el censo boliviano de 2024, la población del municipio de Tarvita es de 16 470 habitantes.
La población del municipio aumentó aproximadamente un tercio entre 1992 y 2024:
| Año  | Habitantes (municipio) | Habitantes (localidad) | Fuente |
| ---- | ---------------------- | ---------------------- | ------ |
| 1992 | 12 674                 | 227                    | Censo  |
| 2001 | 15 166                 | 652                    | Censo  |
| 2012 | 14 261                 | 960                    | Censo  |
| 2024 | 16 470                 |                        | Censo  |

La densidad de población es 10,7 habitantes/km² (2012), la tasa de alfabetización de los mayores de 6 años es 46,9 por ciento. La esperanza de vida de los recién nacidos es de 54,9 años, la tasa de mortalidad infantil es 10,1 por ciento (2001).
El 37,3 por ciento de la población habla español, el 96,1 por ciento habla quechua, y el 0,1 por ciento aymara (2001). El 90,1 por ciento de la población no tiene acceso a la electricidad, y el 95,7 por ciento vive sin instalaciones sanitarias (2001).

## División política
El municipio estaba dividido en tres cantones hasta el 2009:
- Cantón Mariscal Braun: posee 89 aldeas con un total de 6.902 habitantes (2012)
- Cantón San Pedro: posee 34 aldeas con un total de 2.395 habitantes
- Cantón Tarvita: posee 17 aldeas con un total de 4.964 habitantes

## Festividades
Respecto a festividades religiosas, el 6 de octubre se celebra la fiesta de la Virgen del Rosario, Patrona de los tarviteños, que se festeja con una gran entrada folclórica. Otra festividad que dura una semana es la Pascua, en la que se realiza varias actividades, como una feria agrícola, venta de animales, venta de queso y otros que generan un interesante movimiento económico en la población.

## Transporte
Tarvita se ubica a 282 kilómetros por carretera al sureste de Sucre, la capital de Bolivia.
La ruta troncal Ruta 6, de 976 kilómetros de largo, atraviesa Sucre y conecta la capital con las tierras bajas bolivianas y la ciudad de Santa Cruz de la Sierra. El camino hacia el este desde Sucre solo está pavimentado durante los primeros 67 kilómetros hasta Tarabuco, y los siguientes 120 kilómetros hasta Padilla tienen una superficie de grava sin pavimentar. Quince kilómetros antes de Padilla, un camino de tierra se bifurca hacia el sur y conduce por Villa Alcalá a Tarvita durante 115 kilómetros.

## Atractivos
El municipio de Tarvita fue uno de los escenarios de la grabación de la película Las tres rosas (2018), específicamente la Cordillera de Mandinga, más conocida como Cordillera de los Sombreros, que se encuentra en su territorio. Como atractivos naturales Tarvita cuenta con la Cascada del Salto, el Cuartel de Juana Azurduy de Padilla ubicada en la comunidad del Salto, la Cordillera de los Sombreros, la Ruta del Inca y las pinturas rupestres en Vizcachani. La música del lugar es la denominada la Marcada, ritmo típico cuyos orígenes se remontan a las tradiciones ancestrales de sus habitantes.